# KMC Music Inc.
Die Kaman Music Corporation (/kəˈmɑːn/), kurz auch KMC Music Inc., ist ein US-amerikanisches, international operierendes Unternehmen der Musikinstrumenten-Industrie. Sie ist heute Teil der Fender Musical Instruments Corporation Inc.

## Geschichte
Die Kaman Music Corporation wurde von Charles Kaman gegründet. Der Firmengründer baute ursprünglich Hubschrauber. Er war Hobbymusiker und entwickelte 1964 mit einigen seiner Ingenieure eine Gitarre, bei der er Hightech-Materialien mit einer Holzdecke kombinierte und dadurch eine hohe Stabilität des Instruments mit einem ausgewogenen Klang paarte. Mit dem Erfolg der Ovation genannten Gitarren wuchs auch das Produktportfolio der Firma an. Im Jahr 2003 übernahm die Kaman Music Corporation den Bereich für Schlagzeuge der Firma Gretsch. Die Kaman Music Corporation war bis zum Dezember 2007 der größte Händler von Musikinstrumenten und Zubehör auf dem US-Markt. Über fünf Monate, beginnend im Juni 2007, verhandelte Kaman mit der Fender Musical Instruments Corporation (FMIC) über die Übernahme. Am 29. Oktober 2007 gab FMIC die Übernahme mitsamt dem Kaufpreis in Höhe von 117 Millionen US-Dollar bekannt.
Am 7. Januar 2015 wurden Gretsch Drums, Ovation Music, Toca Drums, Latin Percussion und Gibraltar Hardware an DW (Drum Workshop) verkauft.

## Produktportfolio
KMC Music Inc. hat folgende Eigenmarken als Produzent im Portfolio:

### E-Gitarren, akustische Gitarren
- Hamer Guitars
- Takamine

### Verstärker
- Genz Benz